# Сенаторська вежа

Розташування на карті Вавеля

Сенаторська вежа або Любранка (пол. Baszta Senatorska, Lubranka) — одна з трьох існуючих в даний час веж Вавеля, Краків, Польща. Знаходиться на південній частині фортифікаційних споруд Вавеля. Поряд з Сандомирської вежею є частина комплексу так званих вавельских «Вогняних веж» другої половини XV століття.
Вежа була побудована в другій половині XV століття. Нижня частина вежі була споруджена з каменю і верхня — з цегли. У 1534 році башта була з'єднана з південним крилом королівського палацу. В цей же час були перебудовані нижні поверхи вежі, як повідомляється в хроніках «для юного короля Сигізмунда Августа».
Друга назва «Любранка» походить від імені генерального прокуратора замку Гжегожа з Любранци. У XVII і XVIII століттях вежа також носила найменування «Ольбрамка», «Вольбромка» і «Скарбова вежа».
Вежа неодноразово піддавалася пожежам, у тому числі і в 1656 році під час шведського потопу. У 1858 році австрійська влада перебудувала вежу, яка увійшла в систему фортифікаційних споруд Краківської фортеці.
У 2002-2003 роках проводилися реставраційні роботи під керівництвом польських архітекторів Петра Стемпня і Станіслава Карчмарчика.